# Сети (группа)
«Сети» (иногда использовалось написание СЕtИ)  — российская рок- и инди-поп-группа, основанная в 2000 году, сольный проект музыканта группы Би-2 и бывшего флейтиста группы «Сплин» Яна Николенко, который известен также как фронтмен коллектива «Эдипов Комплекс». «СЕtИ» приобрели популярность благодаря синглам «Смайл» и «Небо на Земле».

## История
Распустив в 1998 году свою группу «Эдипов Комплекс» и влившись в коллектив группы Сплин, флейтист Ян Николенко оставил за собой право создания сайд-проекта. К концу 2000 года у Николенко накопилось достаточное количество песен для записи альбома, и для того, чтобы набрать музыкантов в новую группу, Ян и его товарищ по «Эдипову Комплексу» гитарист Владимир Коляда объявили кастинг. Тем не менее, участники будущих «Сетей» нашлись «по знакомству»: клавишника Стаса Шалимова порекомендовал гитарист «Сплина» Стас Березовский, Шалимов в свою очередь привёл в коллектив басиста Артёма Вахитова. Для записи альбома к работе был приглашён барабанщик Андрей Шатуновский, а продюсером проекта стал Александр «Хип» Пономарёв, уже работавший со «Сплином» и Би-2. О происхождении названия лидер коллектива Ян Николенко говорит следующее:
Просто придумали название и все <…> нет никакого подтекста и тайного смысла в названии группы «Ceти», хотя, если кто-то увидит в этом что-то необычное, то будет здорово, потому что название, безусловно, многозначно.
«Сети» стали по сути студийным проектом: в live-активе группы только сеты на «Нашествиях» 2002 и 2003 годов, а также выступления на «разогреве» у группы Сплин и на юбилее Севы Новгородцева.
После смерти клавишника группы Станислава Шалимова в марте 2003 года, группа, уже при наличии наработок для второго альбома, фактически прекратила своё существование. Проект был заморожен на неопределённое время. Однако в марте 2010 года на концерте группы Би-2, где сейчас играет Ян Николенко, стало известно о возрождении группы «Сети». Но лишь в октябре 2013 года, также во время выступления Би-2, Николенко сообщил о том, что новый альбом «Сетей» выйдет ориентировочно в сентябре 2014 года. 
В 2014 году песня «Смайл» прозвучала в фильме «Корпоратив».
В октябре 2018 выходит второй альбом группы «Сети» — «Просто». В создании пластинки помимо костяка группы – автора песен и фронтмена Яна Николенко и гитариста Владимира Коляды – приняли участие барабанщики Алексей Мещеряков («Сплин») и Борис Лифшиц (Би-2), басист Павел Вовк (Мумий Тролль), Jukebox Trio, Шура Би-2, Пражский Симфонический Оркестр, andreyb. Альбом записан в Москве на студии «Параметрика» звукорежиссёром Денисом Юровским и сведён в Стокгольме на Park Studios. Режиссёром сведения стал Стефан Боман (Stefan Boman), известный по работе с группами Kent, Hives, 69 Eyes. Мастеринг выполнил в Лос-Анджелесе обладатель двух «Грэмми» Брайан “Big Bass” Гарднер.
В 2020 Сети выпустили сразу 2 новых сингла: "Мало", включающий совместный с Шурой Би-2 трек "Мой бог", и "Вдвоем", в котором три трека: "Вдвоем", "Монстр", "Прошу". В треке "Прошу" использован голос Стива Джобса из речи перед выпускниками Стэнфордского Университета.
В 2021 вышел сингл и клип "Остров". Песню свёл обладатель двух Грэмми за альбомы Echoes, Silence, Patience & Grace группы Foo Fighters и The Resistance группы Muse британский звукорежиссер и продюсер Adrian Bushby, с которым Сети познакомились через группу Би-2.

## Состав
- Ян Николенко — вокал, флейта, клавишные, автор песен, монтаж
- Владимир Коляда — электрогитара, акустическая гитара, укулеле
- Виктор Санков — бас-гитара
- Ольга Долгополова — барабаны, электронная перкуссия

### Сессионные музыканты

#### Просто
- Алексей Мещеряков — барабаны
- Борис Лифшиц — барабаны
- Павел Вовк — бас-гитара

#### Небо на Земле
- Андрей Шатуновский — барабаны
- Николай Миронов - барабаны
- Антон Севидов - rhodes-piano
- Николай Ксенофонтов - перкуссия

### Бывшие участники
- †Станислав Шалимов — клавишные (2000 — март 2003)
- Артём Вахитов — бас-гитара

## Дискография

### Альбомы
Студийные альбомы
- 2002 — «Небо на Земле»
- 2018 — «Просто»[5][6]

Трибьюты
- 2003 — «Секретные материалы» (трибьют группе Секрет) — «Зенит — чемпион»

Совместные альбомы
- 2005 — «Нечётный воин» — «Возвращайся домой»
- 2023 — «Нечётный воин 5» – «Проклятая дверь» (feat. Би-2)

### Синглы
- 2002 — «Смайл»
- 2018 — «Просто»
- 2018 — «Алиса в стране чудес»
- 2020 — «Мало»
- 2020 — «Вдвоём»
- 2021 — «Остров»
- 2022 — «Мир»